# José Dolhem
Louis José Lucien Dolhem (Parigi, 26 aprile 1944 – Saint-Just-Saint-Rambert, 16 aprile 1988) è stato un pilota automobilistico francese di origine italiana.
Ritiratosi dall'automobilismo è poi deceduto alla guida di un aereo privato.

## Carriera
Figlio di madre friulana che aveva fatto fortuna in Francia, era fratellastro, maggiore di otto anni, e cugino del pilota Didier Pironi (avevano lo stesso padre e le madri erano sorelle). José Dolhem fece il suo debutto nell'automobilismo nel 1964 in occasione della Coppa Ford organizzata da Ford France e destinata a mettere in luce nuovi talenti. Dopo aver sospeso la sua carriera per terminare gli studi, ritornò alle gare nel 1969 grazie alla sua vittoria nel Volante Shell. Varie partecipazioni sporadiche in Formula France ed in Formula 3 lo portarono fino alle competizioni internazionali di Formula 2, dove corse prima per Frank Williams e quindi per John Surtees, facendolo diventare amico di campioni emergenti come Patrick Depailler e Jean-Pierre Jarier.
I suoi contatti con Surtees (che aveva a quel tempo il suo team di Formula 1) gli permisero di fare il suo debutto nel corso del Campionato mondiale di Formula 1 1974. Non qualificato al Gran Premio di Francia ed a quello d'Italia, riuscì finalmente a guadagnare un posto sulla griglia di partenza del Gran Premio degli Stati Uniti, ma solo per essere costretto all'abbandono forzato dopo venticinque giri su ordine del suo team, in seguito all'incidente mortale occorso al suo compagno di squadra, l'austriaco Helmuth Koinigg. Quella resterà la sua unica partecipazione ad un Gran Premio di Formula 1. Gli anni seguenti, José Dolhem tornerà a gareggiare in Formula 2 e parteciperà svariate volte alla 24 Ore di Le Mans (classificandosi quarto nel 1978 al volante di una Alpine A442) prima di porre termine alla sua carriera.
Il 16 aprile 1988, meno di un anno dopo la tragica morte di Didier Pironi, muore ai comandi del suo aereo privato a Saint-Just-Saint-Rambert (nei pressi di Saint-Étienne), mentre cerca sponsor nel Sud della Francia per la scuderia Offshore Leader che aveva deciso di rilanciare. È sepolto nel piccolo cimitero di Grimaud vicino a Saint-Tropez, accanto a Didier. Una suggestiva epigrafe ricorda il tragico destino di questi due piloti di F1: Entre ciel et mer (Tra cielo e mare).

## Risultati completi in Formula 1
| 1974 | Scuderia                    | Vettura      |  |  |  |  |  |  |  |  |    |  |  |  |    |  |     | Punti | Pos. |
| ---- | --------------------------- | ------------ |  |  |  |  |  |  |  |  | -- |  |  |  | -- |  | --- | ----- | ---- |
| 1974 | Bang & Olufsen Team Surtees | Surtees TS16 |  |  |  |  |  |  |  |  | NQ |  |  |  | NQ |  | Rit | 0     |      |

| Legenda | 1º posto     | 2º posto | 3º posto    | A punti         | Senza punti/Non class.  | Grassetto – Pole position Corsivo – Giro più veloce |
| Legenda | Squalificato | Ritirato | Non partito | Non qualificato | Solo prove/Terzo pilota | Grassetto – Pole position Corsivo – Giro più veloce |